# Mysateles
Mysateles és un gènere de rosegadors de la família de les huties. Les cinc espècies d'aquest grup viuen a Cuba i illes properes.
Les espècies de Mysateles s'assemblen a les huties del gènere Capromys i, de fet, abans se les classificava en aquest gènere. Tanmateix, se les pot distingir per la seva cua llarga i la morfologia del crani. Tenen una llargada corporal d'entre 30 i 43 cm, amb una cua d'entre 21 i 34 cm. Pesen entre 1,3 i 1,9 kg. Tenen aspecte de rates amb el cap gros i arrodonit. El pelatge del dors és de color marró vermellós o negre, mentre que el del ventre és més clar, sovint blanquinós o marró clar.